# خوآن کارلوس یکم
خوآن کارلوس یکم (به اسپانیایی: Juan Carlos I) (زاده ۵ ژانویهٔ ۱۹۳۸) عضو خانواده سلطنتی اسپانیا است که از نوامبر ۱۹۷۵ تا زمان کناره‌گیری در ژوئن ۲۰۱۴ در جایگاه پادشاه اسپانیا حکمرانی کرد.  

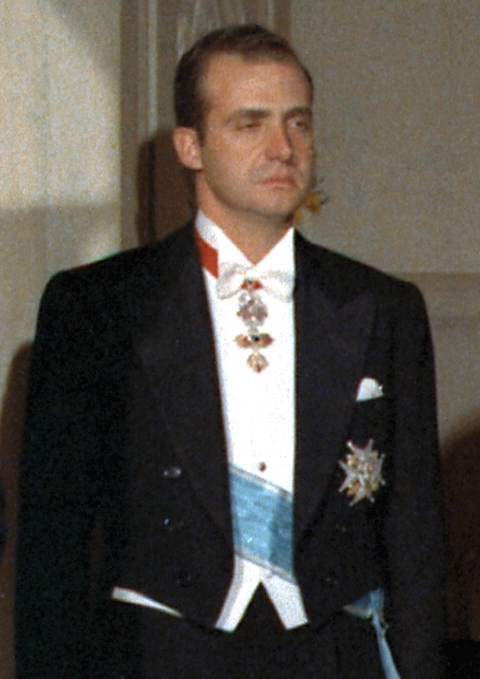
خوآن کارلوس شاهزاده اسپانیا در سال ۱۹۷۱

در ۲۲ نوامبر ۱۹۷۵ دو روز پس از درگذشت فرانسیسکو فرانکو، دیکتاتور نظامی اسپانیا خوآن کارلوس یکم بر پایه قانونی که فرانکو وضع کرده بود به پادشاهی رسید. او نوه آلفونسوی سیزدهم پادشاه برکنار شده و فرزند اینفانته خوآن بود. در سال ۱۹۶۹ هنگامی که او به عنوان پادشاه بعدی اسپانیا معرفی شد تاج و تخت اسپانیا به مدت ۲۲ سال اشغال نشده بود.  
قانون اساسی ۱۹۷۸ اسپانیا نقش پادشاه را به عنوان تجسم و شخصیت بخش به ملت اسپانیا، و نمادی از یگانگی و دوام پایدار ملت اسپانیا تأیید می‌کند. بدین ترتیب پادشاه رئیس کشور و فرمانده کل قوای مسلح اسپانیا به شیوه‌ای است که به اسپانیایی از آن به عنوان مشروطه سلطنتی یاد می‌شود.
خوان کارلوس در سال ۱۹۵۵ در ۱۷ سالگی به اسپانیا رفت. او در سال ۱۹۶۲ با شاهزاده سوفیا دختر پائول، پادشاه یونان ازدواج کرد. ماریانو راخوی، نخست‌وزیر اسپانیا در دوم مه ۲۰۱۴ اعلام کرد که وی قصد دارد به نفع پسرش فلیپه، شاهزاده آستوریاس از پادشاهی کناره‌گیری کند.
از خوان کارلوس به دلیل علاقه به شکار حیوانات کمیاب به‌شدت انتقاد می‌شد.
وی در ۳ اوت ۲۰۲۰ اعلام کرد که برای تبعیدی خودخواسته، اسپانیا را به مقصد ابوظبی امارات متحده عربی ترک می‌کند. او به خاطر اتهام رسوایی مالی در خصوص قرارداد ساخت خط قطار سریع‌السیر با عربستان سعودی به تبعیدی خودخواسته رفت. در سال ۲۰۲۲ تحقیقات در مورد اتهامات مالی او به دلیل کافی نبودن شواهد متوقف شد. اما مقام‌های قضایی گفته‌اند به تحقیقات ادامه می‌دهند.  

## خانواده و زندگی شخصی
خوان کارلوس با شاهدخت سوفیای یونان و دانمارک، دختر پاول، پادشاه یونان ازدواج کرد. آنها صاحب دو فرزند دختر و یک پسر شدند:
- شاهدخت النا
- شاهدخت کریستینا
- فلیپه ششم